# Spring Airlines
Spring Airlines (in cinese: 春秋航空公司  ) è una compagnia aerea a basso costo cinese, con sede a Shanghai, fondata nel 2004. Mentre la compagnia ha adottato il nome inglese "Spring Airlines", il nome cinese significa letteralmente "Spring Autumn Airlines".
Spring Airlines è una compagnia sussidiaria di Shanghai Spring International Travel Service.

## Storia
La compagnia aerea ricevette l'autorizzazione per la costituzione societaria il 26 maggio 2004. Il primo aereo, un Airbus A320 (precedentemente operato dalla Lotus Air), fu consegnato il 25 luglio 2005 all'aeroporto Internazionale Hongqiao di Shanghai. Spring Airlines iniziò le operazioni di volo il 18 luglio 2005, ed il volo inaugurale avvenne da Shanghai a Yantai. Poco dopo iniziarono anche i voli per Guilin.
Per poter mantenere bassi i costi operativi, Spring Airlines vende i propri biglietti esclusivamente tramite il proprio sito internet, non offre pasti inclusi nel prezzo del biglietto, e solo una bottiglietta d'acqua viene offerta gratuitamente ai passeggeri, che hanno comunque la possibilità di acquistare i pasti a bordo. Nel dicembre 2006, la compagnia aerea ha offerto dei biglietti promozionali a 1 Yuan, che ha creato problemi con gli ufficiali del governo.
Verso la fine di luglio del 2009 ha ricevuto l'approvazione per cominciare ad operare voli internazionali, da parte dell'Ente per l'Aviazione Civile cinese. La Spring divenne così la prima compagnia aerea a basso costo cinese ad operare voli al di fuori del territorio cinese. La Spring Airlines ha successivamente annunciato di voler iniziare ad operare dei voli da varie città cinesi verso Hong Kong e Macao, oltre ad iniziare a volare, sempre dalla Cina, verso il Giappone, la Corea del Sud e la Russia.
Il 29 luglio 2010, Spring Airlines ha lanciato la prima rotta internazionale dal proprio hub di Shanghai all'aeroporto di Ibaraki (80 km a Nord-est di Tokyo), Giappone. Il 28 settembre 2010, segna invece l'inizio dei voli da Shanghai a Hong Kong. I voli giornalieri verso Macao sono iniziati l'8 aprile 2011 e nella seconda metà del 2011 sono seguite altre destinazioni internazionali.
Da gennaio 2015 la società è quotata alla Borsa di Shanghai.
Spring Airlines gestisce anche una sussidiaria in Giappone ed è la prima compagnia aerea cinese a farlo.

## Flotta

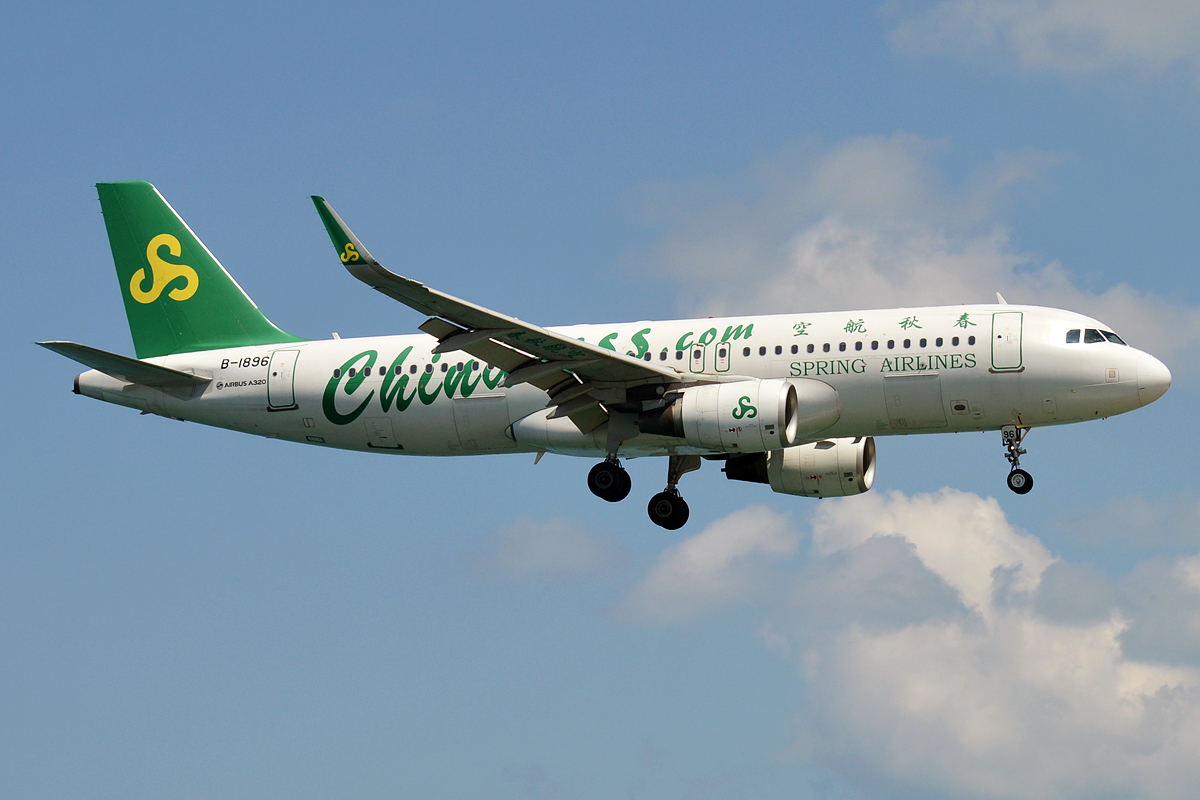
Un Airbus A320-200.

Ad ottobre 2024, la flotta di Spring Airlines è così composta: